# Giorgio Sommer
Pour les articles homonymes, voir Sommer.
Giorgio Sommer, né le 2 septembre 1834 à Francfort et mort le 7 août 1914 à Naples, est un photographe italien d'origine allemande, actif de 1856 à 1888. Il a effectué des voyages dans toute l'Italie en réalisant des photographies pour des catalogues et des cartes postales. Il est également connu comme producteur de répliques d'œuvres d'art antiques.

## Biographie
Georg Sommer fait des études de commerce à Francfort-sur-le-Main, puis décide de se consacrer à la photographie. Il ouvre un premier studio de photographie en Suisse, puis s'installe en Italie, d'abord à Rome en 1856 où il s'associe avec le photographe Edmondo Behles qui y possède un studio photographique 
Il s'installe à Naples à partir de 1857 tout en maintenant son association avec Behles sous la dénomination "Sommer & Belhes" ; Sommer ouvre un atelier au 168 strada di Chiaia, puis au 4 via Monte di Dio et, à partir de 1873, Piazza della Vittoria nel Palazzo.
Opérant à partir de leurs studios respectifs de Naples et de Rome, Sommer et Behles deviennent l'une des entreprises de photographie les plus importantes et les plus prolifiques d'Italie, chaque photographe ayant des carrières et des studios indépendants avant et après le partenariat, qui est dissous en 1874. Ils exposent et reçoivent distinctions et prix pour leur travail, lors des expositions universelles (à Londres en 1862, à Paris en 1867 (médaille de bronze,), à Vienne en 1873, à Anvers en 1885. Sommer est un temps nommé photographe officiel du roi Victor Emmanuel II d'Italie.

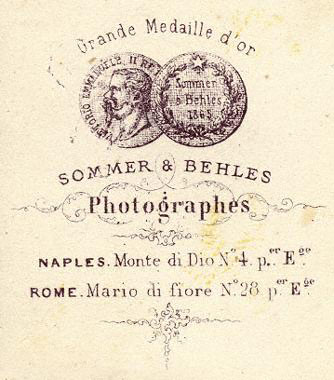
Verso d'une photo-carte de l'atelier Sommer & Belhes.

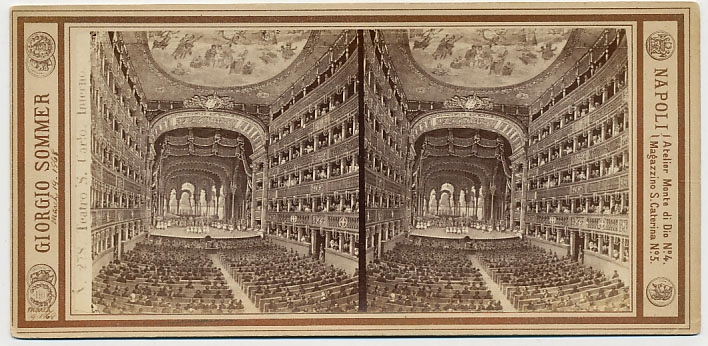
Vue stéréoscopique du Teatro San Carlo à Naples, avec la mention des ateliers de Giorgio Sommer, vers 1865.

Giorgio Sommer photographie des vues et des scènes de rue à Naples (il  publie un album Dintorni di Napoli, avec plus d'une centaine de photographies de scènes quotidiennes de Naples), à Florence, Rome, Capri ainsi qu'en Sicile et à Malte, l'ensemble des ruines de Pompéi, des photographies des collections des Musées du Vatican et du Musée archéologique national de Naples, ainsi que des paysages. Il documente l'éruption du Vésuve le 26 avril 1872, l’une des plus spectaculaires du XIXe siècle, avec une série de photographies, chacune prise à une demi-heure d'intervalle entre 14 et 17 heures ; plusieurs de ces photographies sont reproduites en gravure dans des journaux en Europe,.
Sommer utilise tous les formats photographiques à la mode de son époque, vendus individuellement ou dans des albums reliés : portrait carte-de-visite, vues stéréoscopiques, grands tirages albuminés. Il les vend dans ses studios, et a des clients dans toute l'Europe ; il publie en 1900 le catalogue commercial de ses photographies.
À partir des années 1870, Sommer gère également un atelier de reproductions d'œuvres d'art antiques en bronze, en terre cuite (parfois en marbre). Ces répliques, soit en format réduit, soit en taille réelle, ont été proposées dans les catalogues imprimés, en partie illustrés, de la « Fonderia Artistica Sommer » et ont été largement diffusées, notamment grâce à leur grande qualité technique de fonte,.

## Collections
- Rijksmuseum, Amsterdam[11]
- Neue Pinakothek, Munich[12].
- Musée d'Art classique de Mougins (MACM), France[13].
- Bibliothèque nationale de France, Paris :
  - Pompéi, album de 48 photographies des ruines de Pompéi, 1875[14].
  - Naples et ses environs, album de photographies, département Estampes et photographie, cote FOL-VF-288 (1)[15].
- Musée national des beaux-arts du Québec, Canada[16].

## Expositions

### Expositions personnelles
- 20 novembre 1981 - 17 janvier 1982 : The Photographs of Giorgio Sommer, Visual Studies Workshop, Rochester[17].
- 17 octobre - 23 novembre 1985 : Giorgio Sommer (1834-1914). Photographien aus Italien, Neue Galerie der Stadt, Linz.
- 11 septembre - 8 novembre 1992 : Giorgio Sommer in Italien : Fotografien 1857 - 1888, Münchner Stadtmuseum, Munich[18].
- 5 décembre 1992 - 10 janvier 1993 : Un viaggio fra mito e realtà : Giorgio Sommer, fotografo in Italia, 1857-1891, palais Braschi, Rome[19].
- 27 mars - 30 avril 2011 : Dal Vesuvio alle Alpi. Giorgio Sommer : fotografie d’Italia, Svizzera e Tirolo, Castel dell'Ovo, Museo di Etnopreistoria[20].

puis 25 novembre 2011 - 20 avril 2012 : Museo Nazionale della Montagna, Turin.
- 19 juin - 19 juillet 2015 : Pompéi en images : Giorgio Sommer, Musée d'Art classique, Mougins[21].

### Expositions collectives
- 10 novembre 2004 - 6 mars 2005 : Vu d'Italie 1841-1941 : la photographie italienne dans les collections du Musée Alinari, Pavillon des arts, Paris.
- 7 avril - 19 juillet 2009 : Voir l'Italie et mourir : photographie et peinture dans l'Italie du XIXe siècle, Musée d'Orsay, Paris[22],[23].
- 11 novembre 2011 - 26 février 2012 : Neapel und der Süden : Fotografien 1846 - 1900, Sammlung Siegert, Neue Pinakothek, Munich[7].

## Galerie

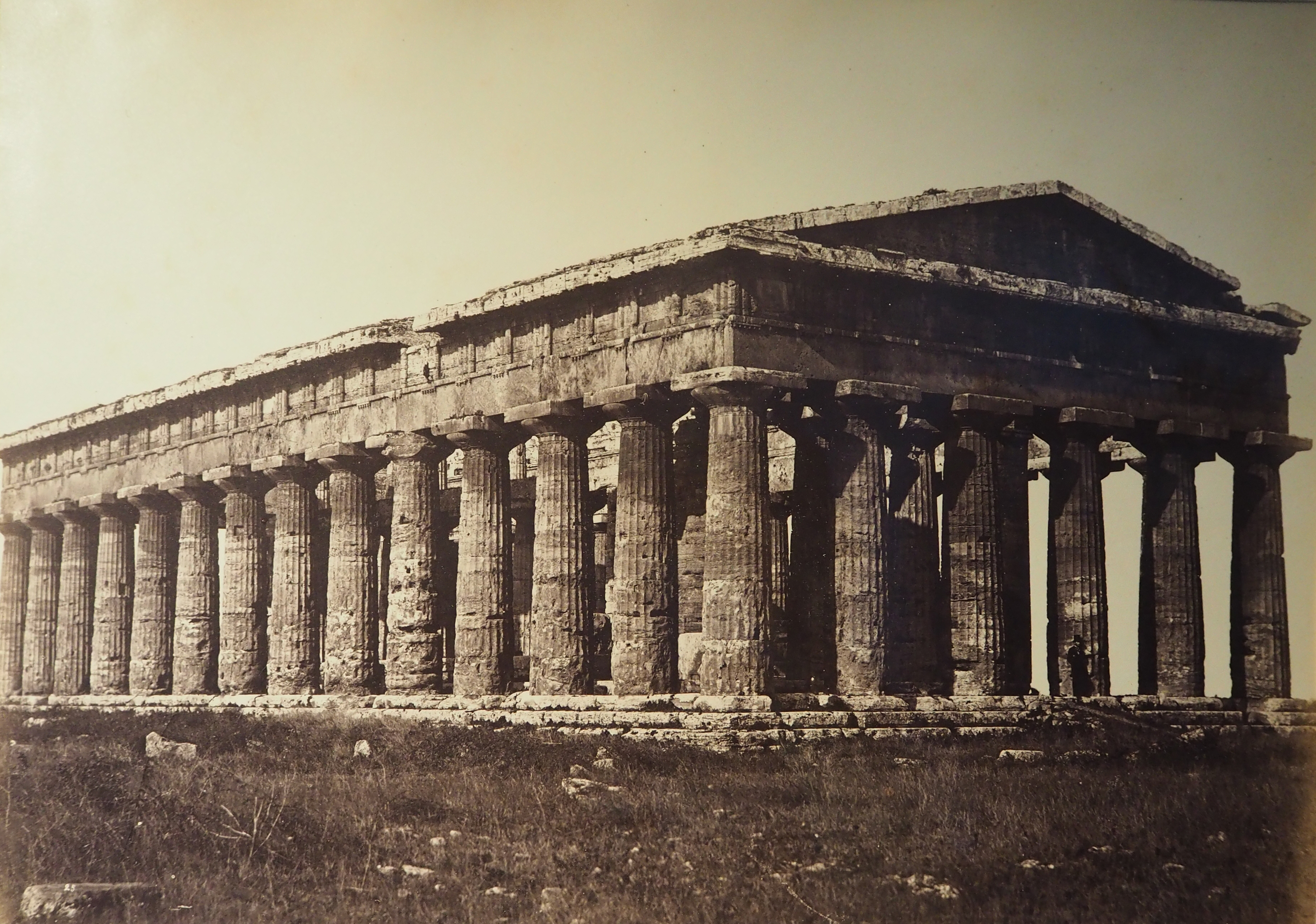
Le second temple d'Héra, dit temple de Neptune à Paestum, 1854.
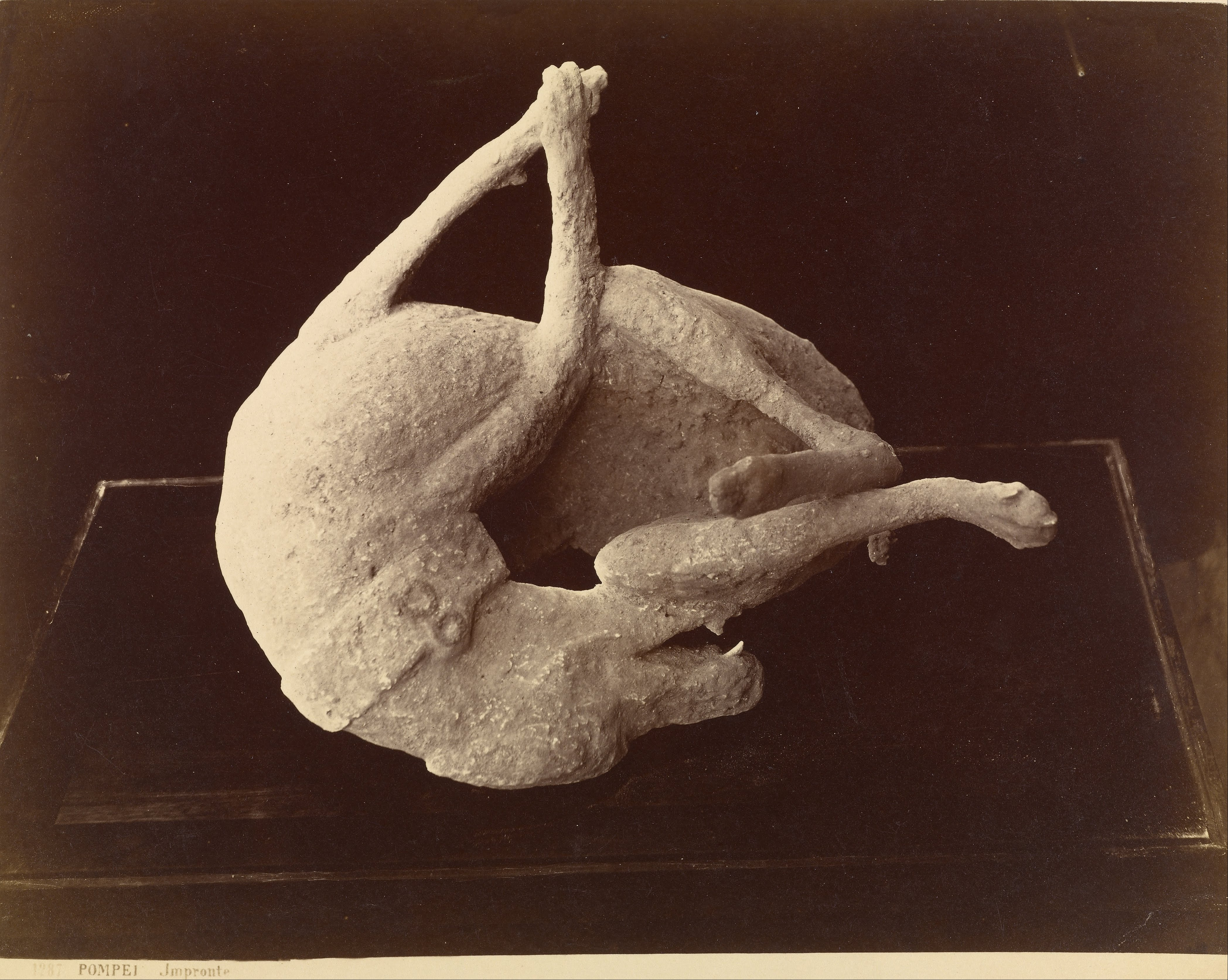
Photographie du moulage du corps d'un chien tué lors de l'éruption du Vésuve, retrouvé à Pompéi, 1863.
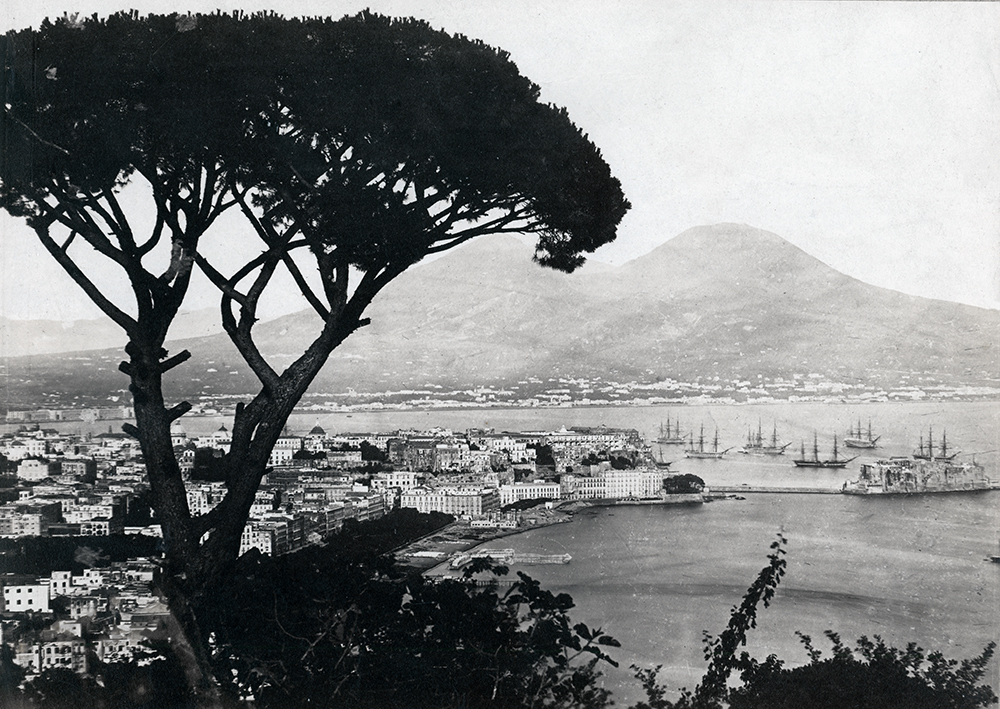
Panorama du quartier du Vomero à Naples, 1870.
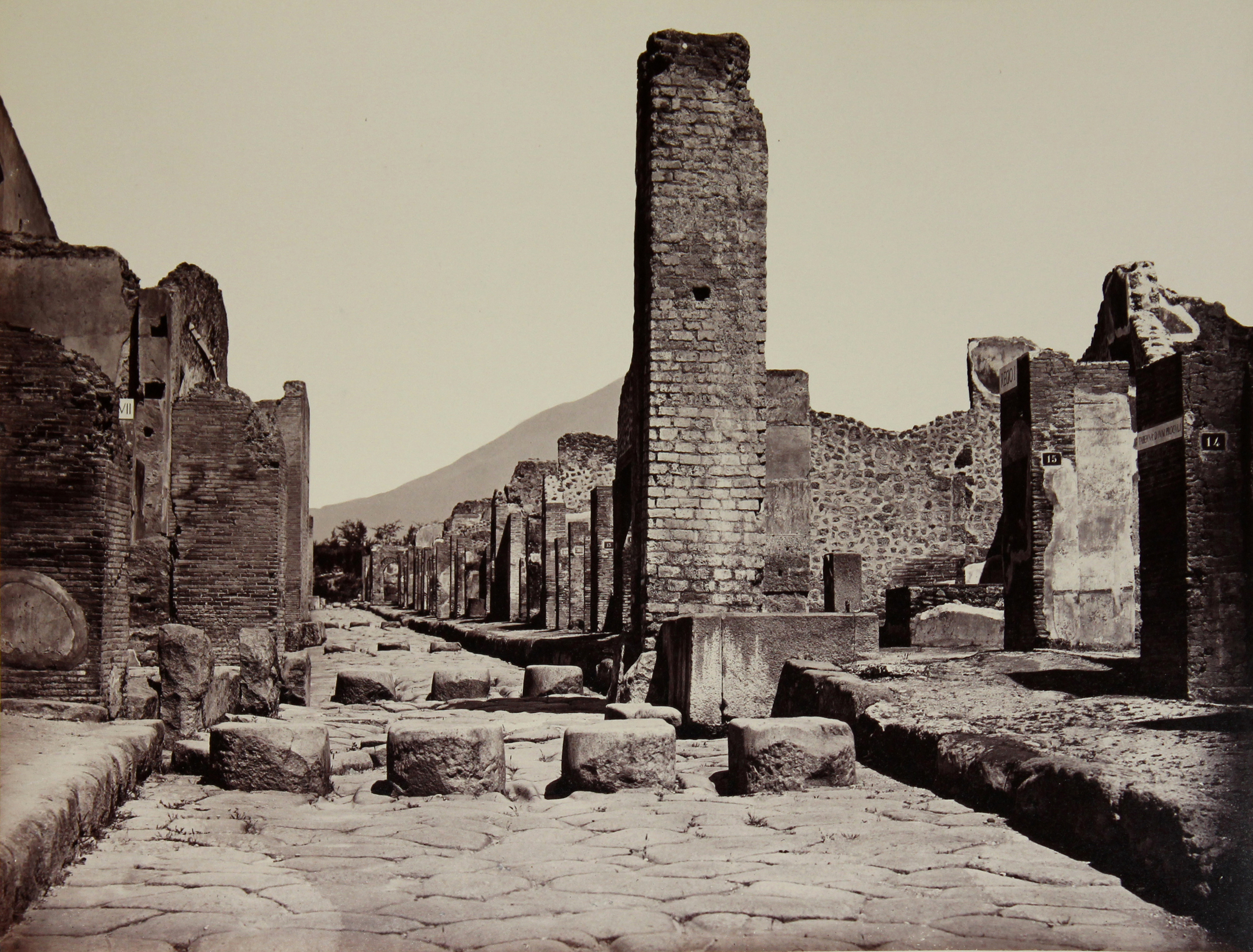
Rue de Stabbia, Pompéi, vers 1870.
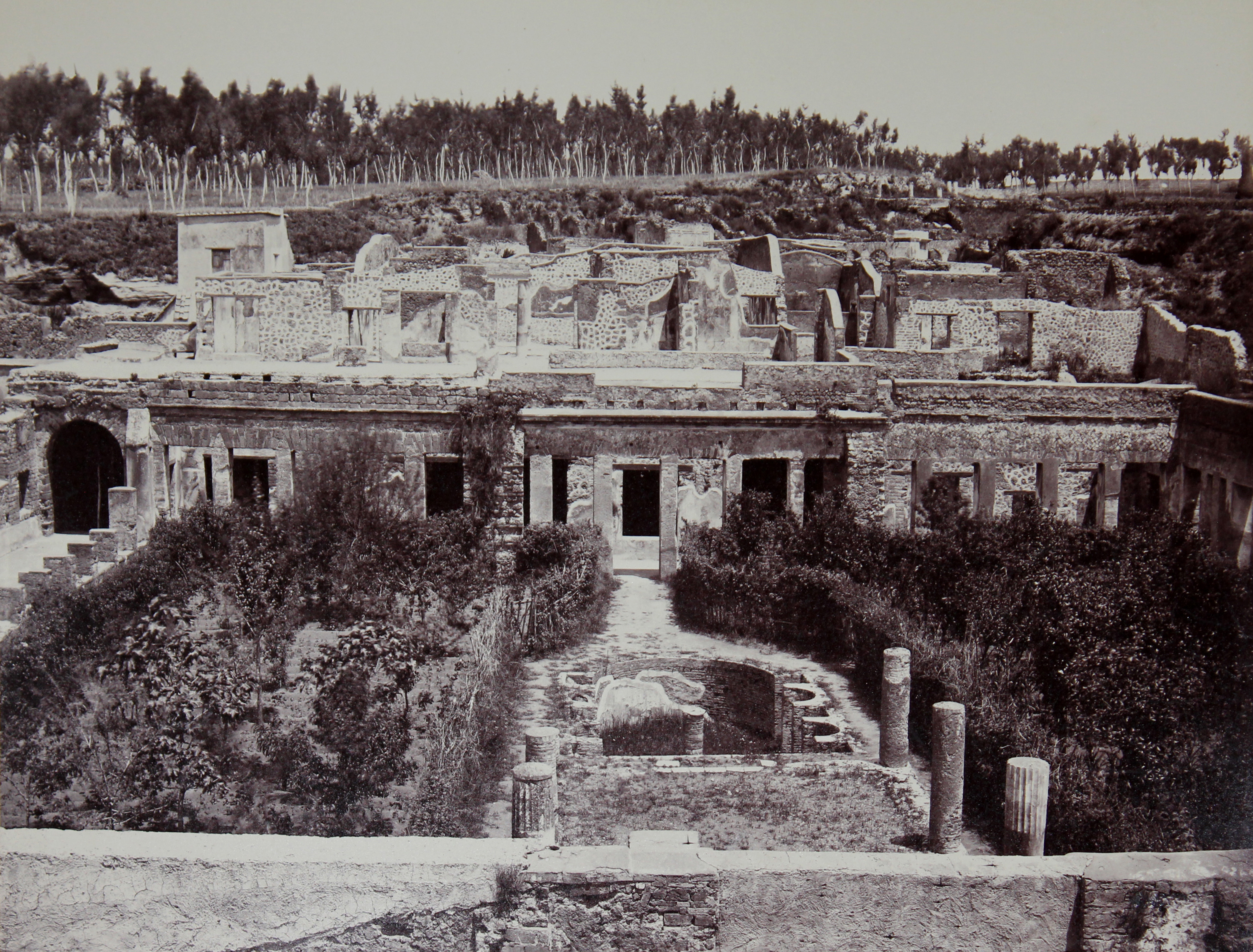
Maison de Diomède, Pompéi, vers 1870.
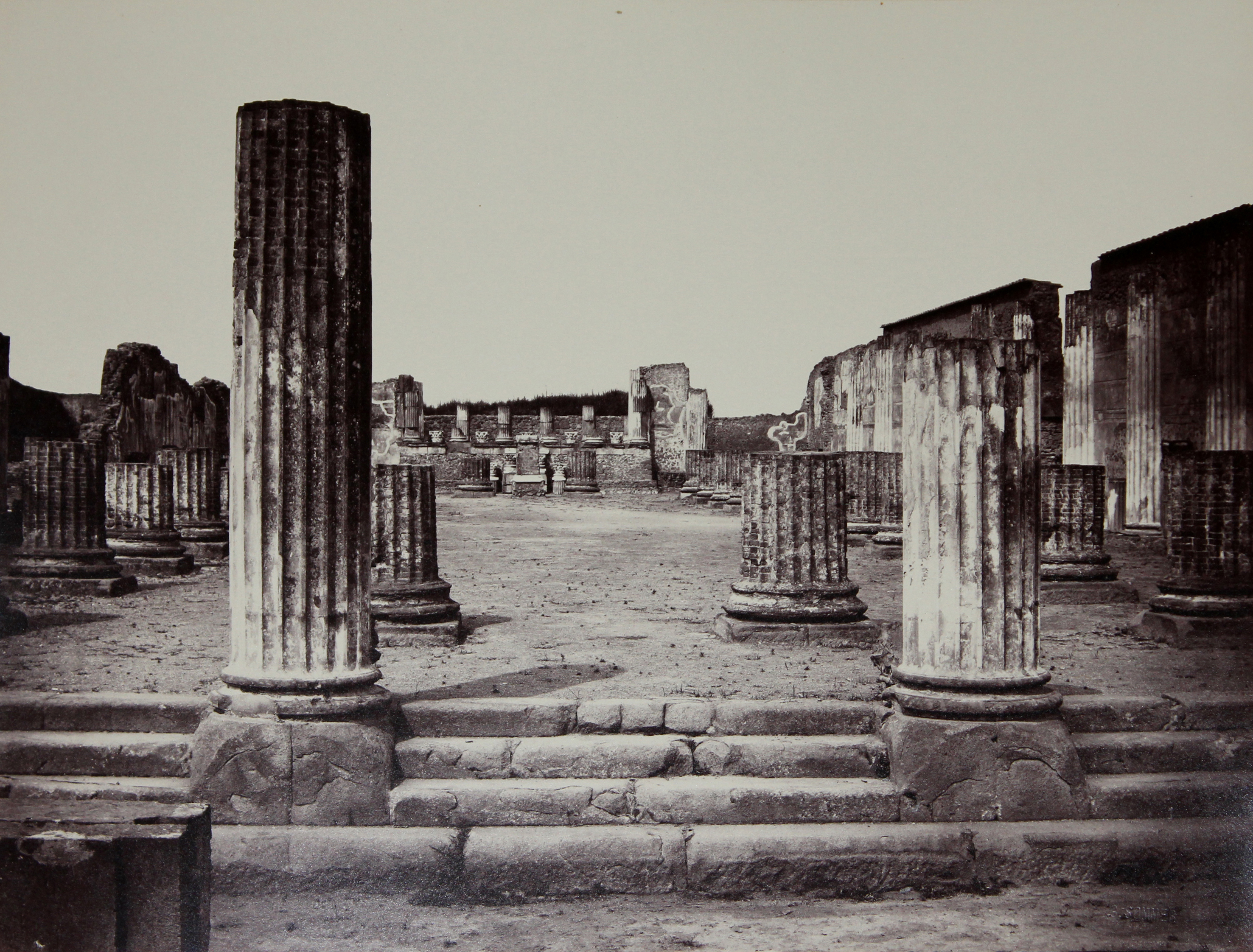
Basilique, Pompéi, vers 1870.
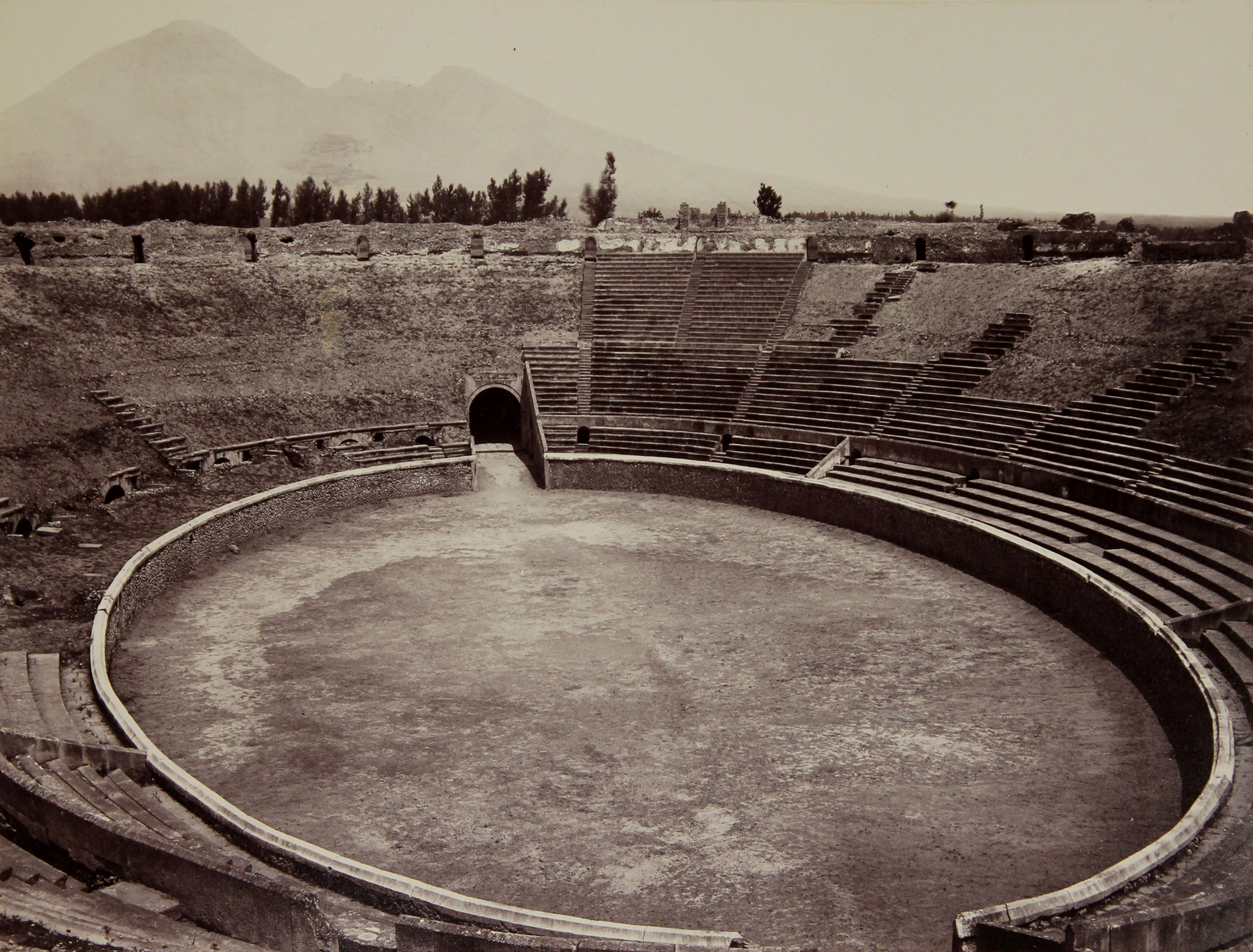
Amphithéâtre de Pompéi, vers 1870.
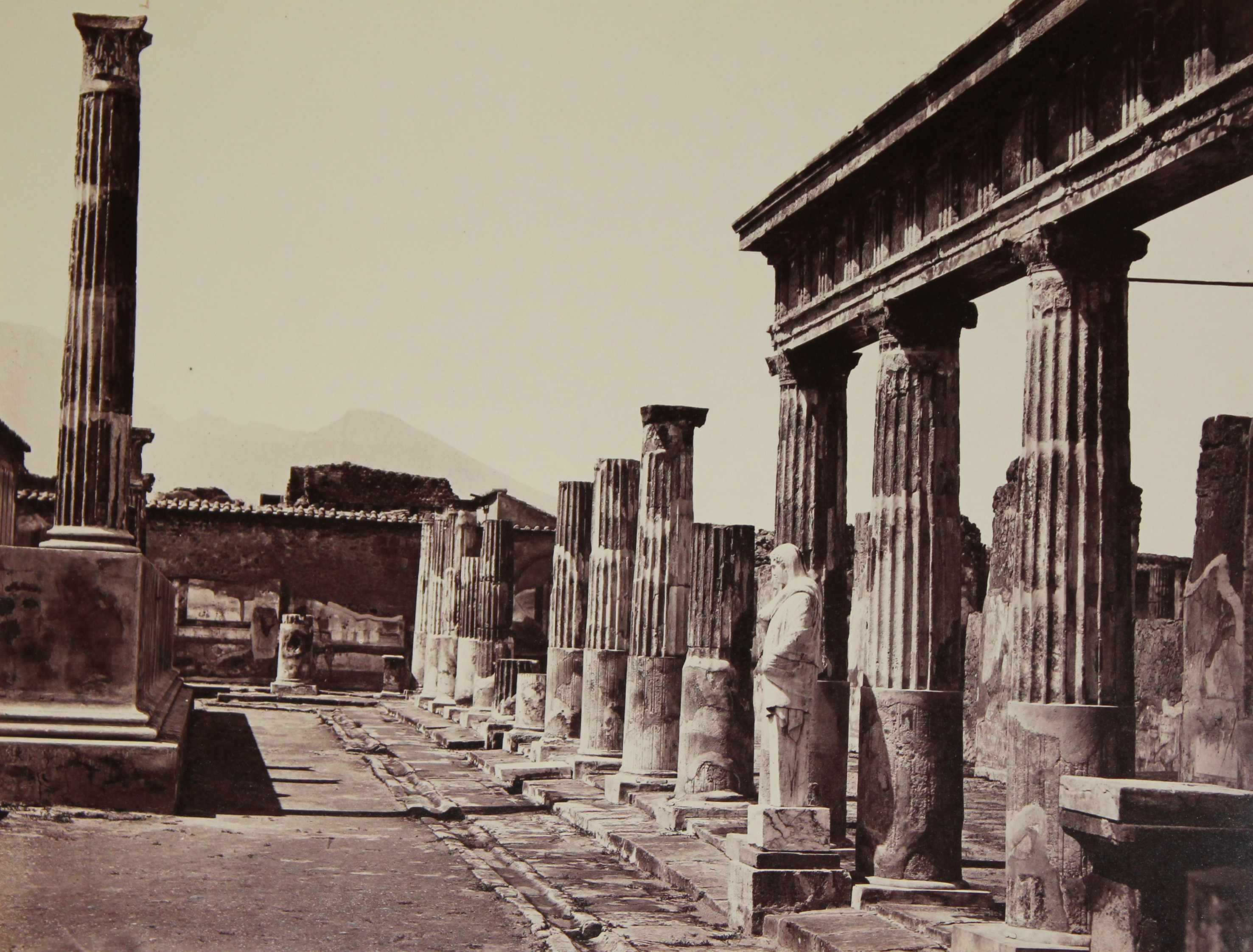
Le temple de Vénus, Pompéi, vers 1870.
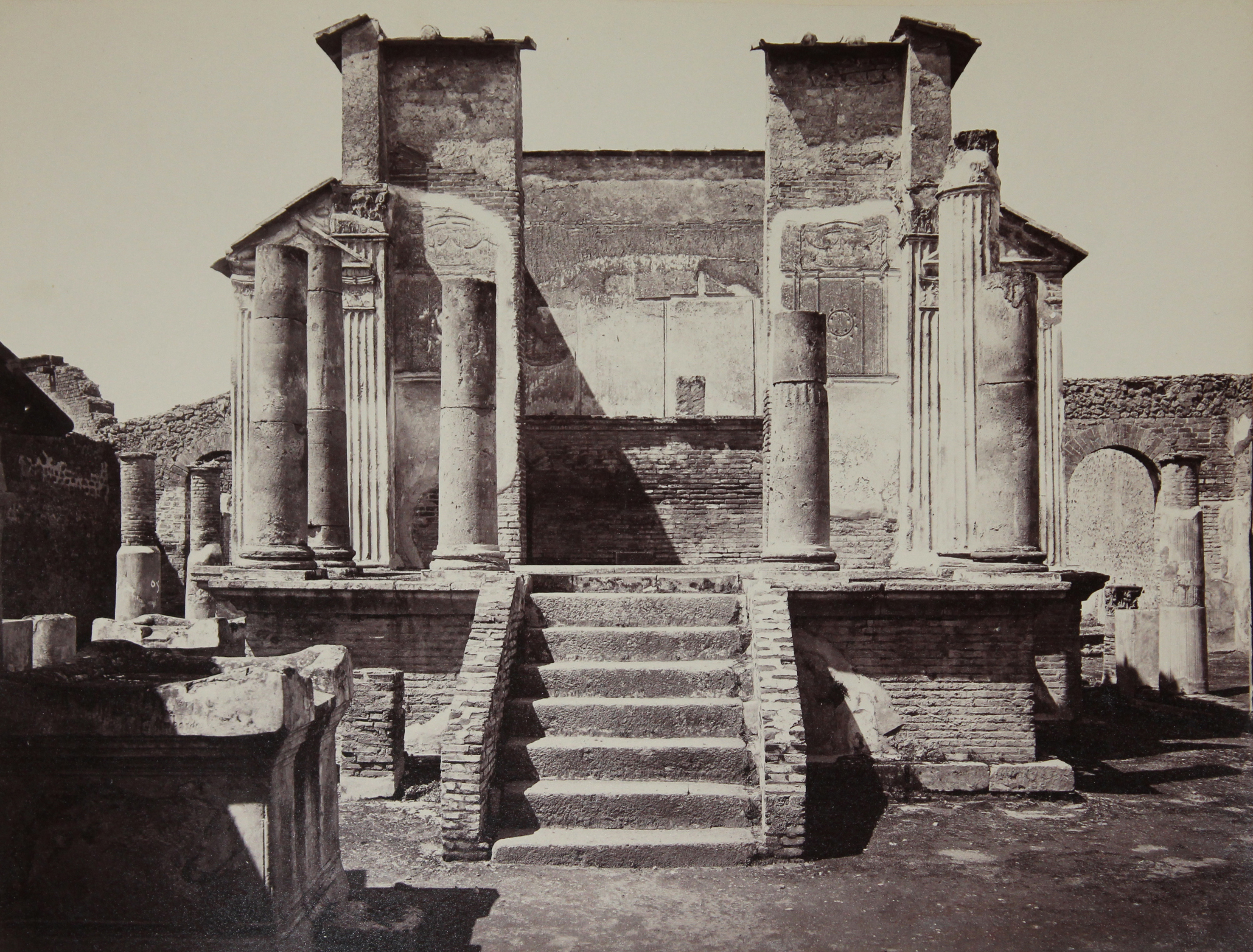
Le temple d'Isis, Pompéi, vers 1870.
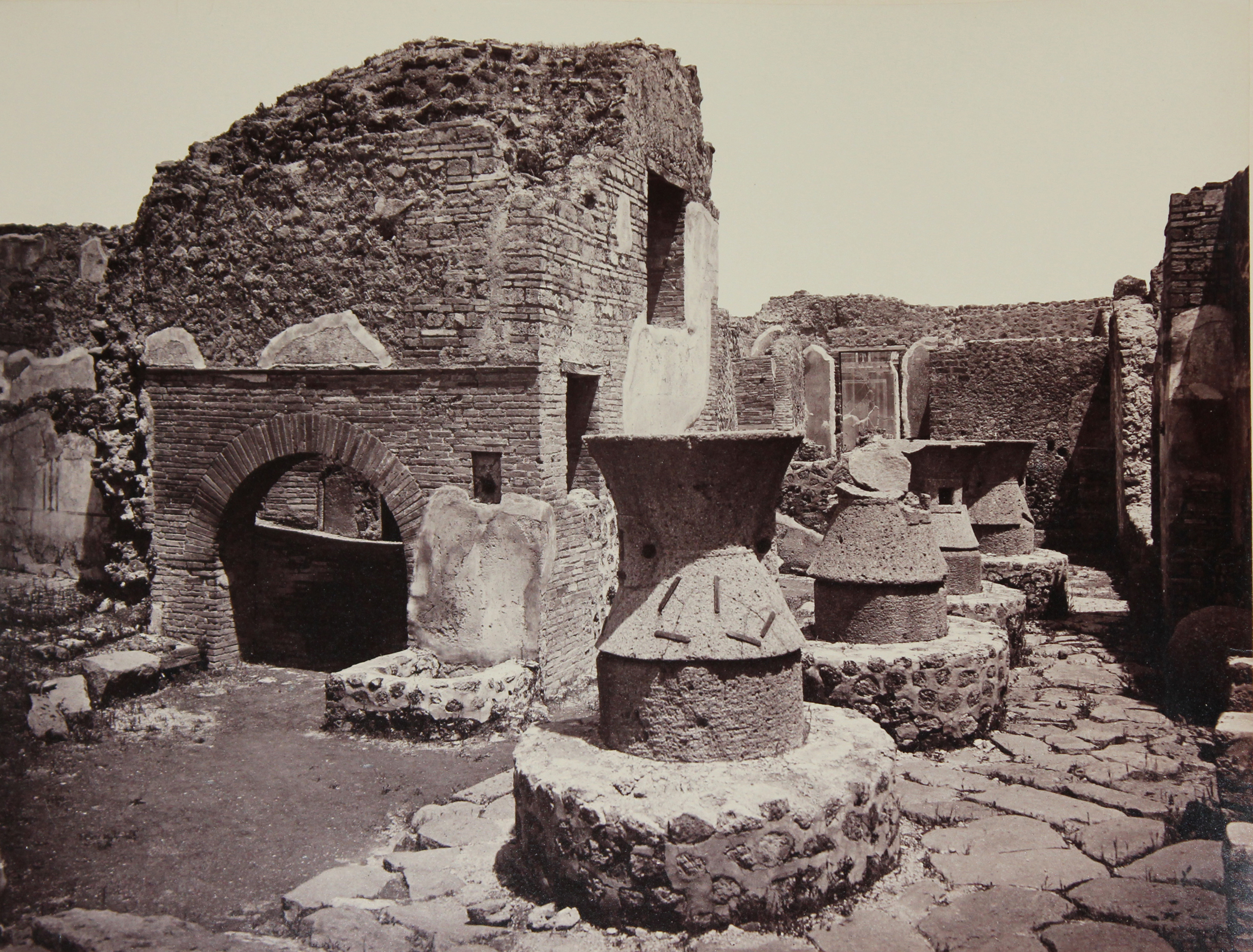
Les vestiges de la boulangerie de Numerius Popidius Priscus à Pompéi, vers 1870.
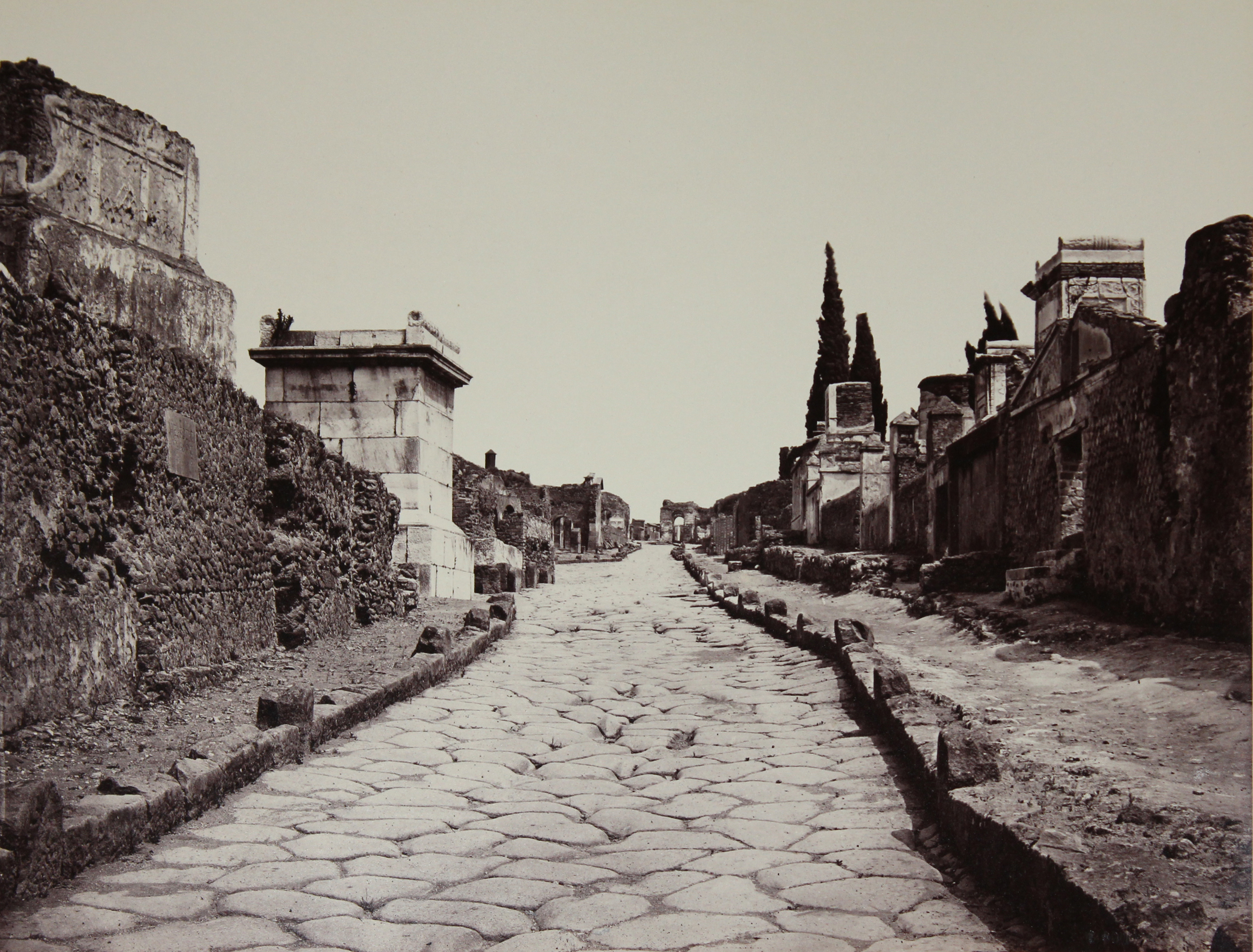
Rue des tombeaux, Pompéi, vers 1870.
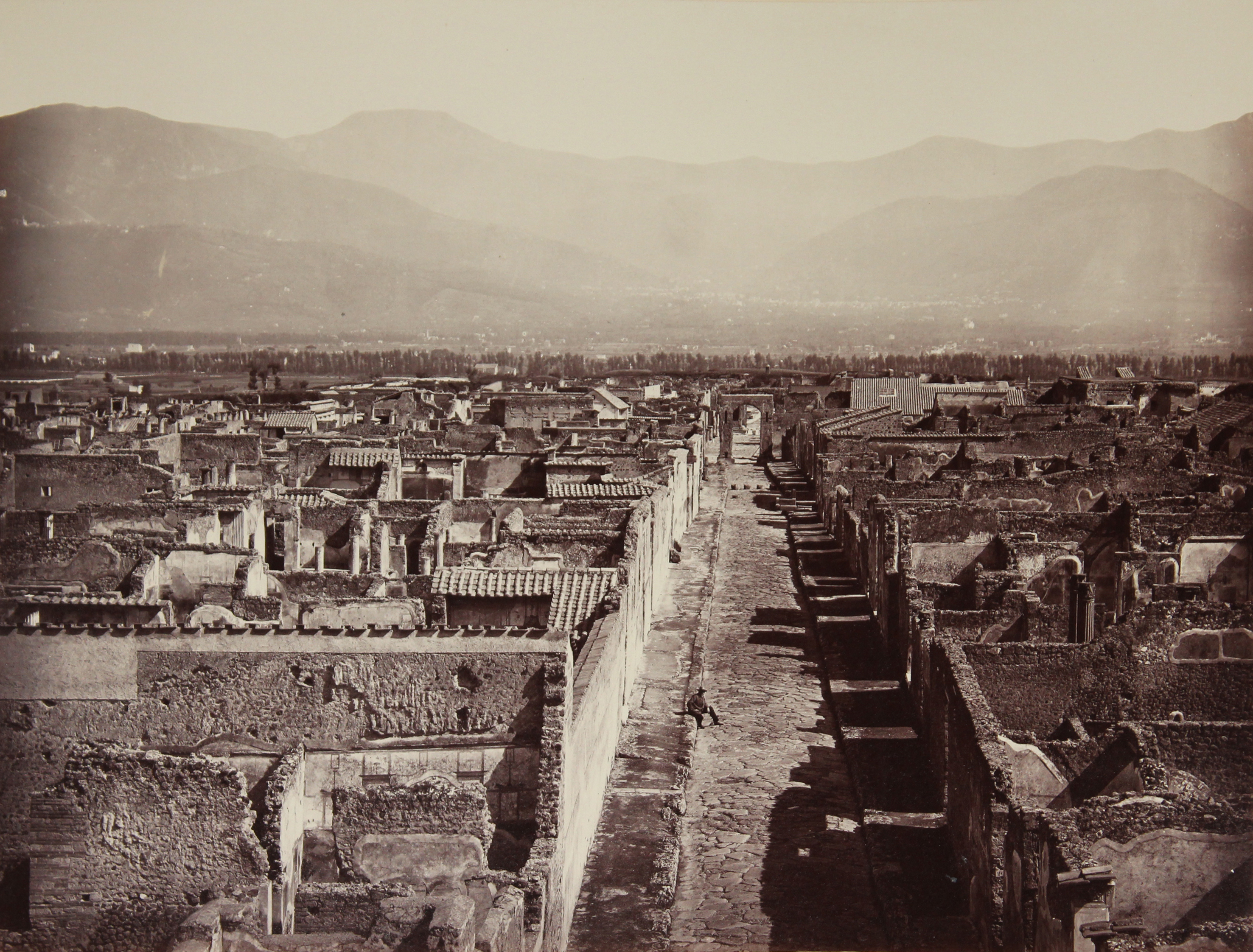
Panorama de Pompéi avec le mont Vésuve en arrière-plan, vers 1870
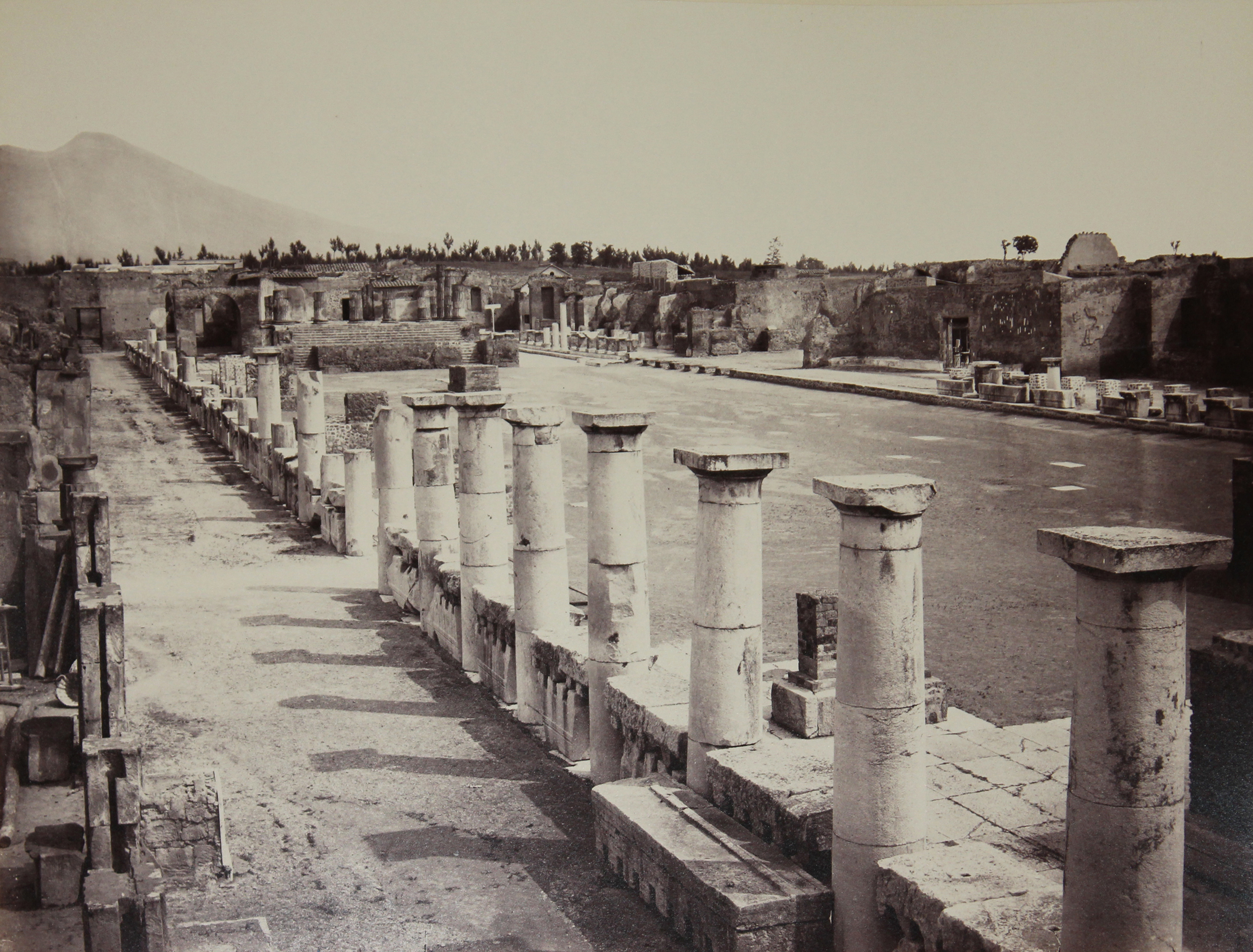
Forum, Pompéi, vers 1870.
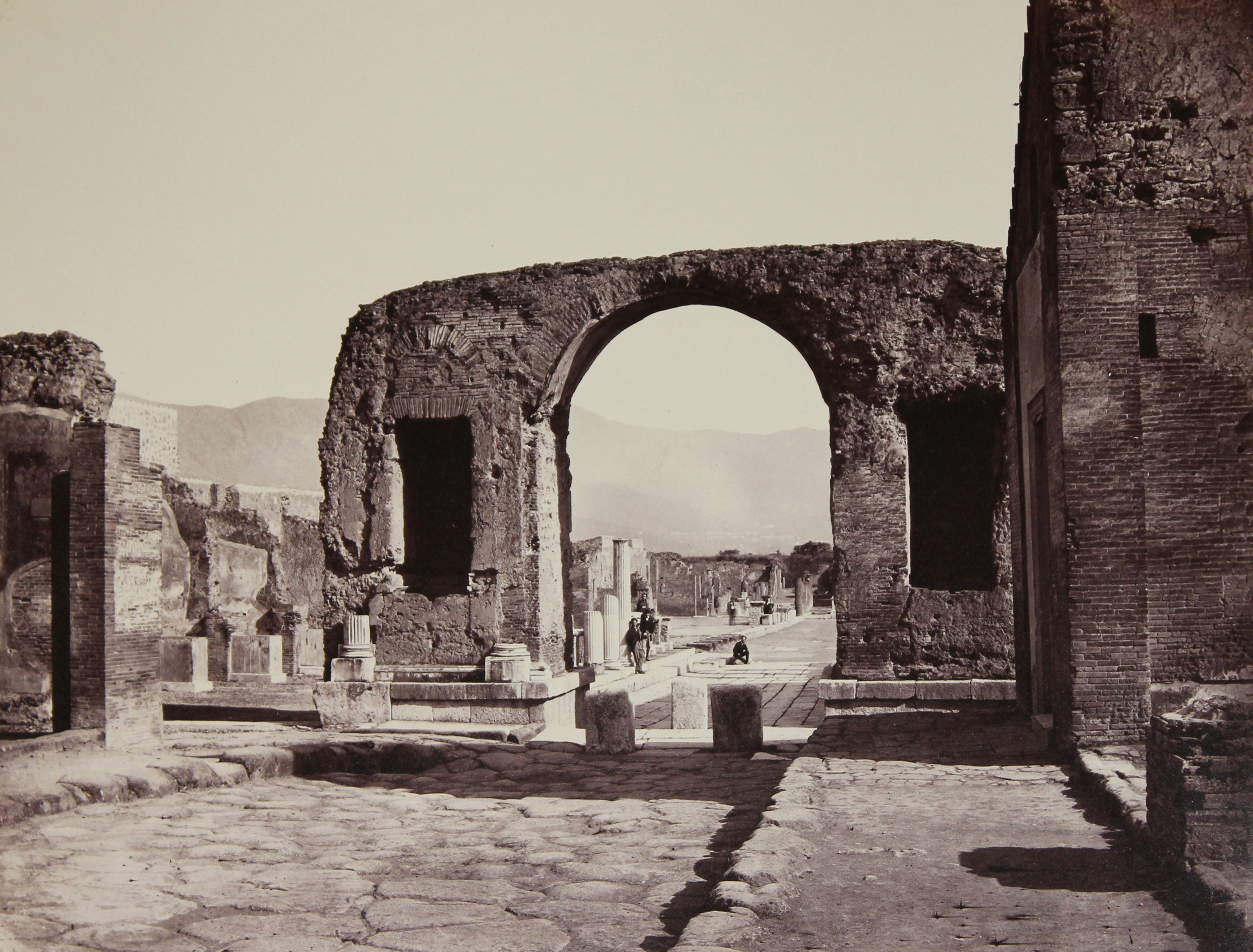
Forum, Pompéi, vers 1870.
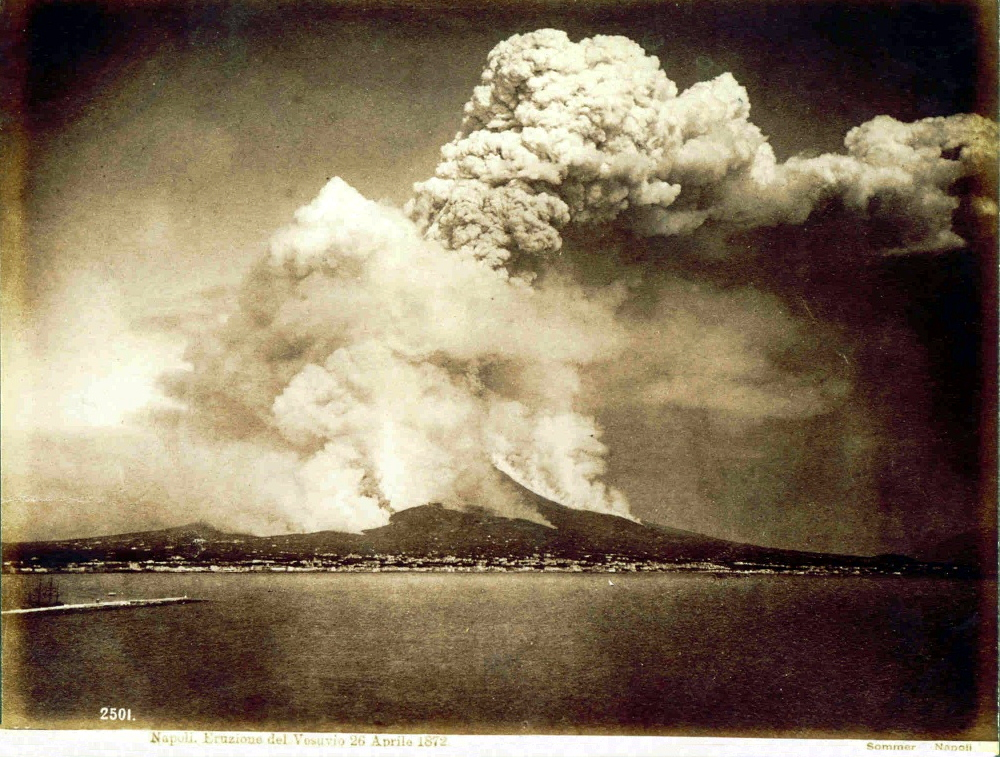
Éruption du Vésuve, 26 avril 1872.
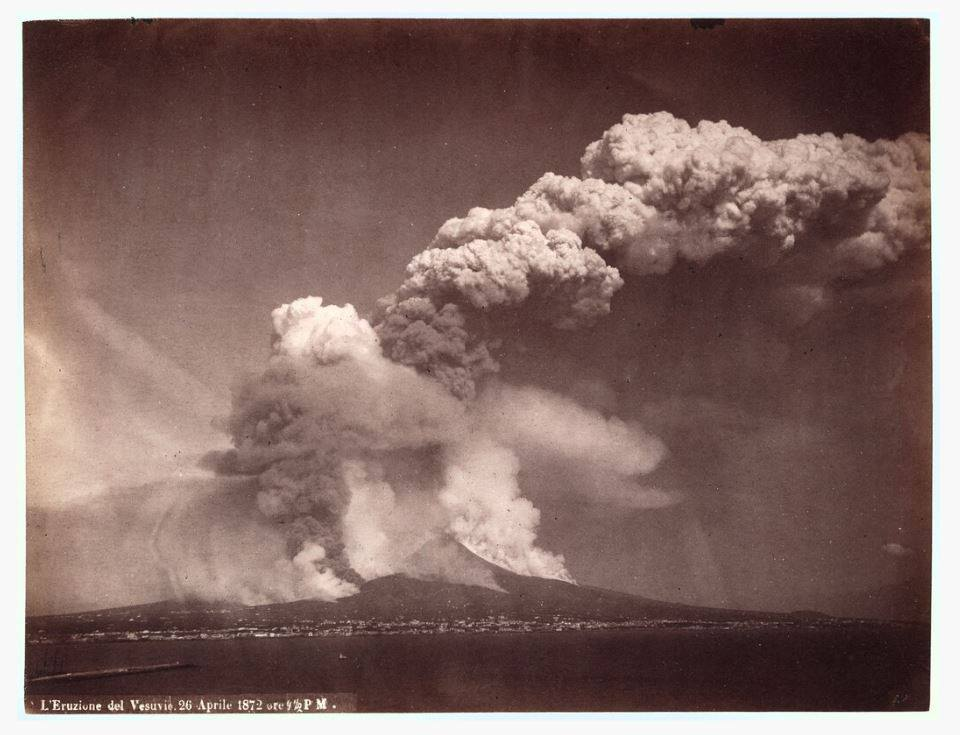
Éruption du Vésuve, 26 avril 1872 à 14 h 30.
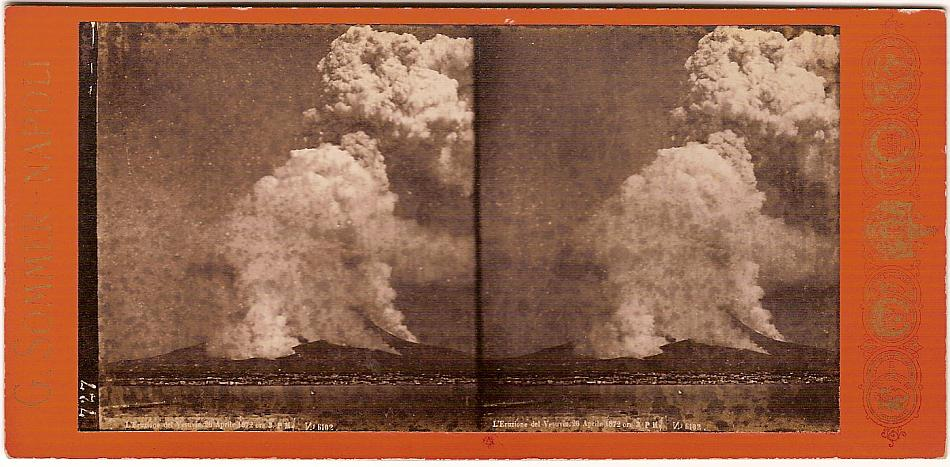
Éruption du Vésuve, 26 avril 1872 à 15 h, Photographie stéréoscopique.
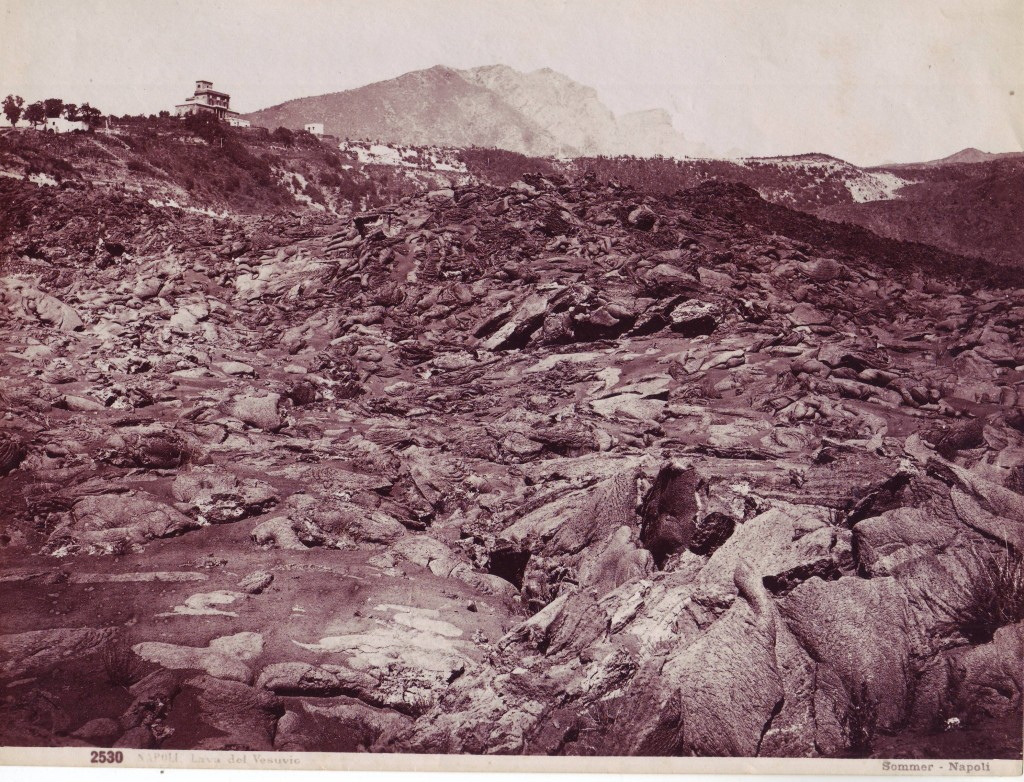
Lave du Vésuve, 26 avril 1872.
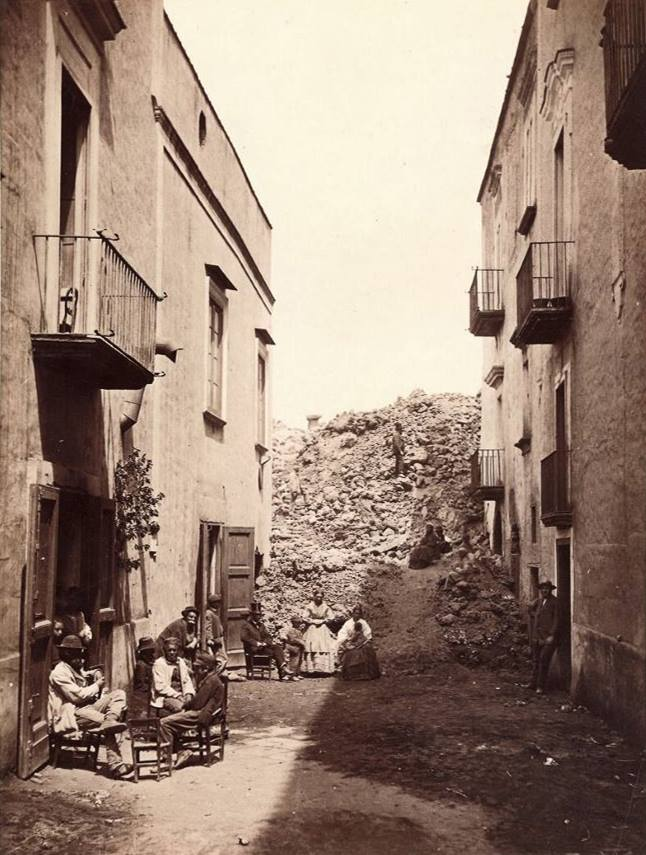
San Sebastiano al Vesuvio après l'éruption du Vésuve, 1872.
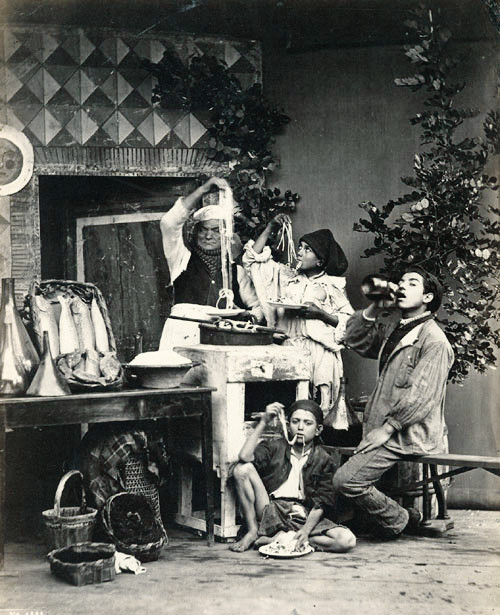
Mangeurs de macaroni, avant 1886.
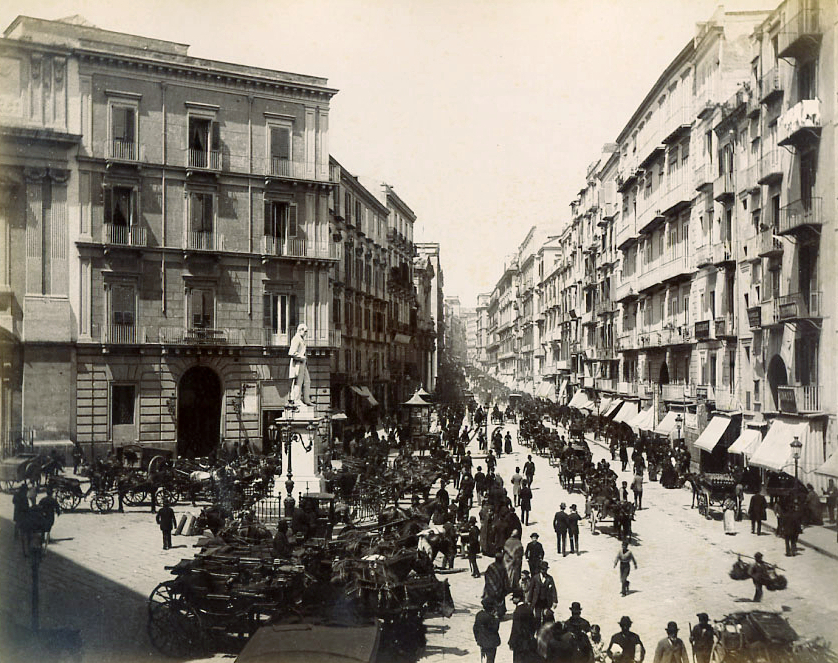
La via Rome à Naples, vers 1880.
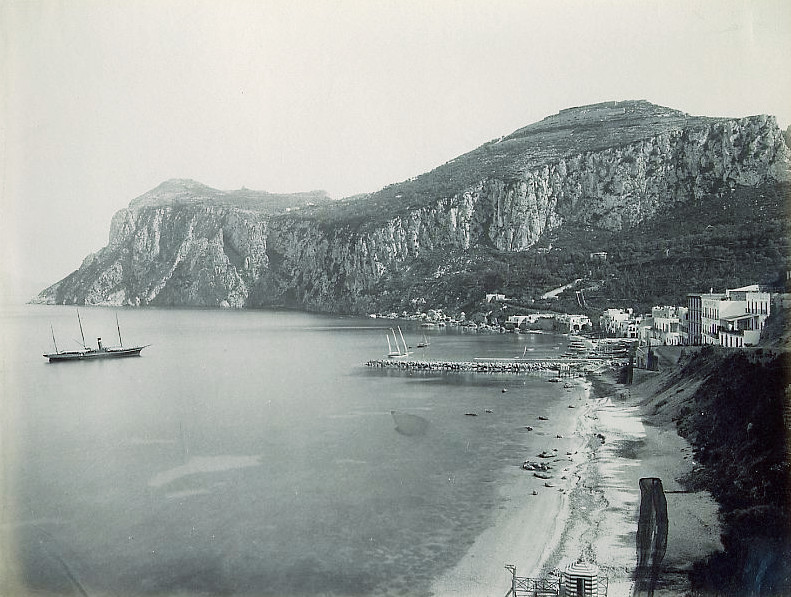
Vue de Marina Grande (es) à Capri, vers 1880.
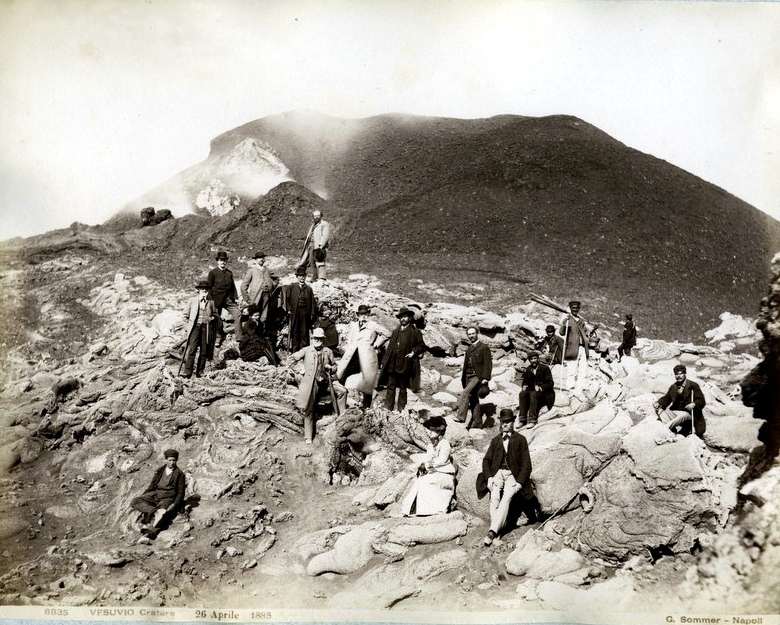
Touristes sur le Vésuve, 26 avril 1883.
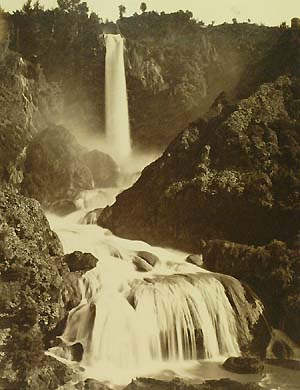
Cascade des Marmore près de Terni en Ombrie.

### Articles et études
- (it) Ernesto De Carolis, Pompei nell'obiettivo di Giorgio Sommer : un album fotografico inedito, Naples, Bibliopolis, coll. « Archaia. Storia degli studi » (no 2), 2019, 164 p.
- (it) Giovanni Fanelli, L'Italia virata all'oro : attraverso les fotografie di Giorgio Sommer, Florence, Edizioni Polistampa, coll. « Attraverso la fotografia » (no III), 2007, 259 p. (ISBN 978-88-596-0164-7).
- (it) Giovanni Fanelli, « Addenda a Giorgio Sommer », Critica d’Arte, vol. LXXII, nos 43-44,‎ 2010, p. 73-87.
- (it) Bianca Ferrara, « La Sicilia tra mito e realtà nella fotografia di Giorgio Sommer », dans Marina Congiu, Calogero Micciché, Simona Modeo (dir.), Viaggio in Sicilia: racconti, segni e città ritrovate. Atti del X Convegno di studi, Rome, Salvatore Sciascia, coll. « Triskeles », 2014, p. 377-390.
- (it) Daniela Palazzoli, Giorgio Sommer fotografo a Napoli, Milan, Electa, coll. « Visibilia. Fotografia », 1981, XII - 84 p.
- (de) Bernhard Maaz, Skulptur in Deutschland zwischen Französischer Revolution und Erstem Weltkrieg, Berlin, 2010, vol. 2, p. 660–661.
- (en) Marina Miraglia, « Giorgio Sommer's Italian journey: Between tradition and the popular image », History of Photography, vol. 20, no 1,‎ mars 1996, p. 41–48 (ISSN 0308-7298, présentation en ligne).

### Catalogues d'exposition
- (it) Pierangelo Cavanna (dir.) et Veronica Lisino (dir.), Dal Vesuvio alle Alpi : Giorgio Sommer, fotografie d'Italia, Svizzera e Tirolo (catalogue d'exposition), Turin, Museo nazionale della montagna Duca degli Abruzzi, coll. « Cahier Museomontagna -numéro dans collection = 173 », 2011, 131 p. (ISBN 978-88-7376-052-8).
- (it) Marina Miraglia (dir.) et Ulrich Pohlmann (dir.), Un viaggio fra mito e realtà : Giorgio Sommer, fotografo in Italia, 1857-1891 (catalogue d'exposition, Rome, Palais Braschi), Rome, Carte segrete, 1993, 247 p.
- (en) Adam D. Weinberg, The Photographs of Giorgio Sommer (catalogue d'exposition), New York, Visual studies workshop, 1981, 54 p.